# Смирницкий, Александр Иванович
Алекса́ндр Ива́нович Смирни́цкий (24 марта (6 апреля) 1903, Москва — 22 апреля 1954, там же) — советский лингвист, профессор. Труды по английскому языку, скандинавистике, германистике, общей морфологии, теории грамматики; переводы с германских языков.

## Биография
Родился в семье инженера. В ранней юности увлекался литературой и живописью, поступил в Училище живописи, ваяния и зодчества (1919), потом на факультет общественных наук Московского университета (1920), который окончил в 1924 году.
Специализировался по германистике, поступил в аспирантуру в 1926 году для подготовки диссертации по истории английского языка, но защитить диссертацию не удалось из-за начавшегося идеологического наступления марризма. Преподавал английский язык в разных вузах Москвы; заведовал кафедрой английского языка в I МГПИИЯ; подготовил (в соавторстве с П. П. Свешниковым) учебник русского языка для иностранцев на английском.
В 1935 году опубликовал со своими комментариями перевод со шведского (совместно с Б. Ю. Айхенвальдом) романтической поэмы Э. Тегнера «Сага о Фритьофе». Одним из первых в России начал заниматься скандинавскими руническими памятниками. Подготовил хрестоматию по истории английского языка VII—XVII вв., выдержавшую несколько изданий. В 1940 году утверждён в звании профессора МИФЛИ без защиты диссертации. В 1942—1951 профессор МГУ, заведующий кафедрой английского языка, позднее кафедрой романо-германской филологии филологического факультета (вынужден был оставить преподавание в связи с болезнью). С 1950 года — сотрудник Института языкознания АН СССР, где в 1950—1953 годах заведовал сектором германских языков. Под его руководством был составлен Большой русско-английский словарь, выдержавший, начиная с 1948 года, множество изданий и ставший одним из самых популярных русско-английских словарей в России. В 1950—1954 годах, после официального осуждения марризма, выступал в печати с несколькими важными статьями по проблемам общей морфологии. В научном плане А. И. Смирницкий в эти годы в наибольшей степени реализует себя в преподавании; по материалам его лекций после его смерти его учениками (особенно В. В. Пассеком) и дочерью О. А. Смирницкой был издан целый ряд монографий по истории английского языка и современному английскому языку.

## Награды
- орден Трудового Красного Знамени (27.03.1954)

## Семья
Первым браком (1922) был женат на математике Татьяне Юльевне Айхенвальд (1900—1963), дочери литературного критика Ю. И. Айхенвальда; развелись.
Вторая жена (1929) — Елена Мстиславовна Лукина (1908—1946).
- Дочь — лингвист Ольга Смирницкая.

Третья жена (1949) — лингвист Ольга Сергеевна Ахманова.

## Научная деятельность
Несмотря на сравнительное небольшое число прижизненных публикаций и раннюю смерть, А. И. Смирницкий играл заметную роль в истории советской лингвистики 1940—1950-х годов. Занимаясь в основном традиционными сравнительно-историческими исследованиями германских языков, по своим взглядам он принадлежал к умеренным структуралистам (со многими представителями Московской фонологической школы его связывала личная дружба, с А. А. Реформатским он вместе учился в гимназии). Его наиболее значительные теоретические результаты относятся к области общей морфологии (определение слова и смежные проблемы), которая в то время в СССР почти никем серьёзно не разрабатывалась. В частности, А. И. Смирницкому принадлежат термины «словоформа» и «цельнооформленность»; он также внёс существенный вклад в понимание роли конверсии в английской грамматике.
В отличие от большинства представителей советской структурной лингвистики, занимавшихся фонологией, А. И. Смирницкий преимущественно разрабатывал теорию грамматики, где получил ряд значительных результатов. Широкую известность получила его полемика конца 1940-х годов с Г. О. Винокуром по вопросу о членимости слов с уникальными основами (типа «мал-ина», «бужен-ина») и уникальными суффиксами (типа «жен-их», «поп-адья», «пе-сня»), в которой он предложил (во многом следуя аналогичным решениям американских дескриптивистов) считать производными оба типа слов; именно это решение в силу его большей объяснительной силы стало стандартным.
В первой половине 1950-х годов учёный выступил с серией статей, в которых предложил критерии выделения слов, уточнил понятие слова, разграничив словоформу — конкретную единицу, выступающую в тексте — и лексему — множество словоформ с единым лексическим значением (например, «стол», «стола», «столу»… — разные словоформы, входящие в одну лексему). В одной из последних работ — «Объективность существования языка» (1954), развивая идеи английского исследователя А. Гардинера, выдвинул концепцию языка и речи, полемическую по отношению к ряду положений Ф. де Соссюра. Грамматические идеи А. И. Смирницкого оказали большое влияние на развитие языкознания 1950—1960-х годов, в частности, на общепринятую в современной русистике модель словоизменения А. А. Зализняка. Ряд теоретических и терминологических предложений Смирницкого (в том числе понятие словоформы) был впоследствии использован в морфологической концепции И. А. Мельчука.

## Основные работы
Книги и брошюры

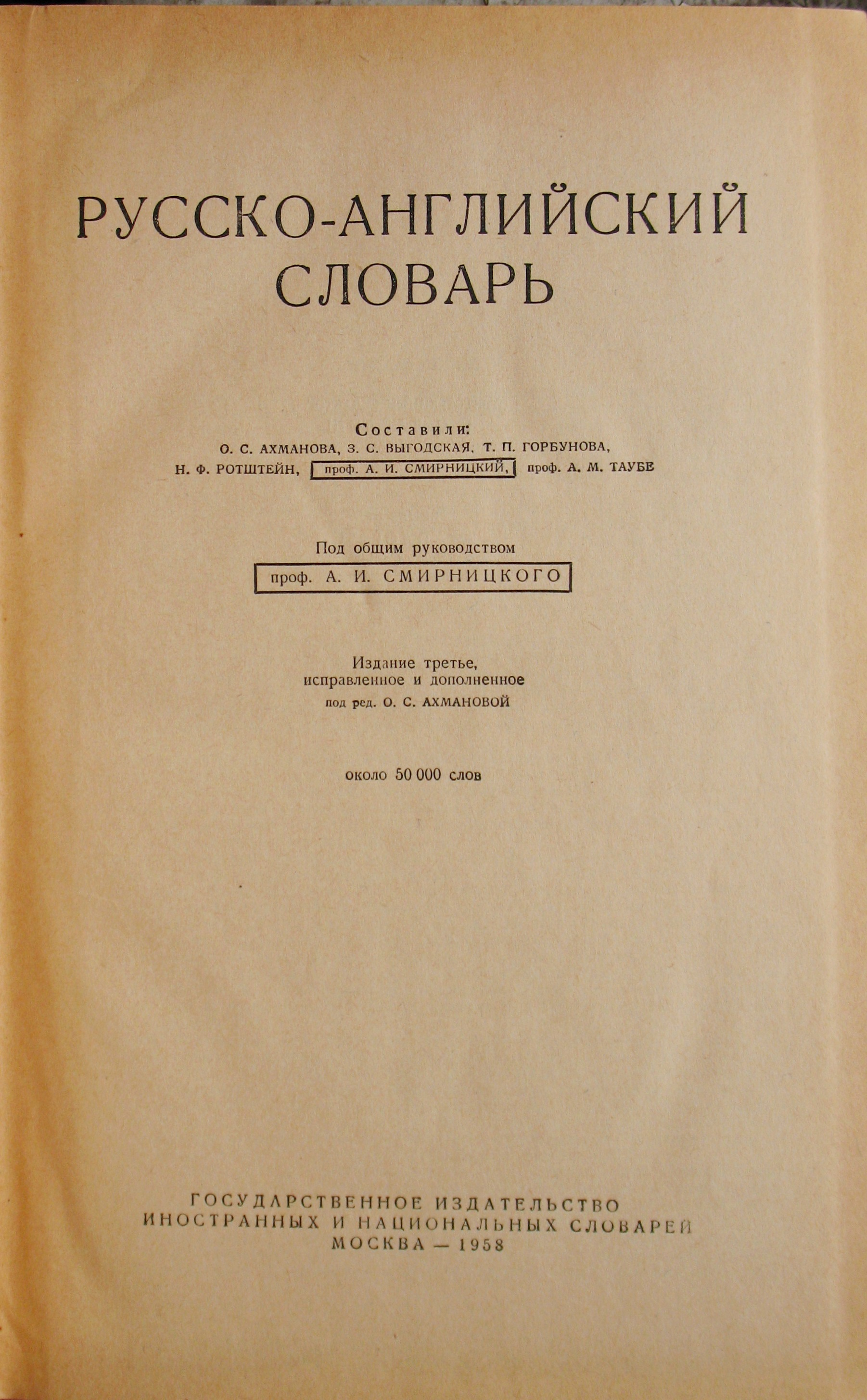
Русско-английский словарь под редакцией Смирницкого. М, 1958. Титульный лист

- Объективность существования языка: Материалы к курсам языкознания / Под ред. В. А. Звегинцева. М.: МГУ, 1954.
- Сравнительно-исторический метод и определение языкового родства: Материалы к курсам языкознания / Под ред. В. А. Звегинцева. М.: МГУ, 1955.
- Древнеанглийский язык / Под ред. В. В. Пассека. М.: ИЛ, 1955.
- Лексикология английского языка / Под ред. В. В. Пассека. М.: ИЛ, 1956 (2-е изд. 1998).
- Синтаксис английского языка / Под ред. В. В. Пассека. М.: ИЛ, 1957 (2-е изд. 2007, 3-е изд. 2009)
- Морфология английского языка / Под ред. В. В. Пассека. М.: ИЛ, 1959.
- История английского языка: средний и новый период. М., 1965.
- Лекции по истории английского языка / Под ред. О. А. Смирницкой. М.: Добросвет, 1998.

Статьи
- К вопросу о языке старших северных рунических надписей // Вестник Московского университета. 1947. № 8;
- Некоторые замечания о принципах морфологического анализа основ // Доклады и сообщения филологического факультета МГУ. М., 1948, вып. 5, с. 21—26.
- К вопросу о слове (проблема «отдельности слова») // Вопросы теории и истории языка в свете трудов И. В. Сталина по языкознанию. М.: Изд-во АН СССР, 1952, с. 182—203.
- Об особенностях обозначения направления движения в отдельных языках (к методике сопоставительного изучения языков) // Иностранные языки в школе, 1953, № 2, с. 3—12.
- Так называемая конверсия и чередование звуков в английском языке // Иностранные языки в школе, 1953, № 5, с. 21—31.
- К вопросу о слове (проблема «тождества слова») // Труды Института языкознания АН СССР. Т. 4. М., 1954, с. 3—49.
- Лексическое и грамматическое в слове // Вопросы грамматического строя. М.: АН СССР, 1955, с. 11—53.
- Перфект и категория временной отнесенности. Состав перфектных форм. Значение перфекта // Иностранные языки в школе. 1955, № 1, с. 3—11; № 2, с. 15—29.
- Аналитические формы // Вопросы языкознания, 1956, № 2, с. 41—52.

Составитель и редактор
- «Большой русско-английский словарь», 1948 (и переизд.);
- Хрестоматия по истории английского языка с VII по XVII в. / Под ред. В. В. Пассека. М.: ИЛ, 1953.